# Municipio de Klingstrup
El municipio de Klingstrup (en inglés: Klingstrup Township) es un municipio ubicado en el condado de Ramsey en el estado estadounidense de Dakota del Norte. En el año 2010 tenía una población de 46 habitantes y una densidad poblacional de 0,5 personas por km².

## Geografía
El municipio de Klingstrup se encuentra ubicado en las coordenadas 48°30′2″N 98°54′19″O / 48.50056, -98.90528. Según la Oficina del Censo de los Estados Unidos, el municipio tiene una superficie total de 92.9 km², de la cual 92,9 km² corresponden a tierra firme y (0 %) 0 km² es agua.

## Demografía
Según el censo de 2010, había 46 personas residiendo en el municipio de Klingstrup. La densidad de población era de 0,5 hab./km². De los 46 habitantes, el municipio de Klingstrup estaba compuesto por el 84,78 % blancos, el 15,22 % eran amerindios. Del total de la población el 0 % eran hispanos o latinos de cualquier raza.